# Marwan Barghouti
Marwan Hasib Ibrahim Barghouti (em árabe: مروان حسيب ابراهيم البرغوثي;‎ nascido em 6 de junho de 1959) é um político e líder militante palestino. É um dos mais importantes e populares líderes do Fatah, que integra de forma proeminente a Organização para Libertação da Palestina, e visto por muitos palestinos como um possível presidente de um futuro Estado Palestino. A ele é atribuída a liderança das Primeira e Segunda Intifadas. Ele foi chamado por alguns de "o Mandela palestino".
Membro do Conselho Legislativo da Palestina, foi preso por Israel em 2002, sob acusação de terrorismo, e sentenciado a cinco penas de prisão perpétua em 2004, depois de ser condenado por múltiplos ataques contra israelenses. Ele foi julgado e condenado em acusações de assassinato e condenado a cinco penas de prisão perpétua. Marwan Barghouti recusou-se a apresentar uma defesa para as acusações apresentadas contra ele, mantendo ao longo de que o julgamento foi ilegal e ilegítimo.
Barghouti ainda exerce grande influência no Fatah de dentro da prisão. Com a popularidade atingindo mais do que isso, tem havido alguma especulação sobre se ele poderia ser um candidato unificar em uma tentativa de suceder Mahmud Abbas.
Nas negociações sobre a troca de prisioneiros palestinos pelo soldado israelense capturado Gilad Shalit, Hamas insistiu na inclusão Barghouti no acordo com Israel. No entanto, Israel não estava disposto a ceder a essa demanda e, apesar dos relatos iniciais de que ele na verdade, era para ser liberado no 11 de Outubro acordo entre Israel e o Hamas, que logo foi negado por fontes israelenses.

## Biografia
Barghouti nasceu na aldeia de Kobar perto de Ramallah, e vem do clã Barghouti, uma família extensa de Deir Ghassaneh. Mustafa Barghouti, um companheiro palestino e figura política, é um primo distante. Barghouti foi um dos sete filhos, e seu pai era um trabalhador migrante no Líbano. Seu irmão mais novo Muqbel o descreveu como "um menino travesso e rebelde".
Barghouti juntou Fatah aos 15 anos, e ele era um co-fundador do Movimento Juvenil Fatah (Shabiba) na Cisjordânia. Com a idade de 18 em 1976, Barghouti foi preso por Israel por seu envolvimento com grupos militantes palestinos. Ele completou o ensino secundário e recebeu um diploma do ensino médio, enquanto preso. Ele é fluente em hebraico.
Barghouti se matriculou na universidade de Birzeit (BZU) em 1983, embora a prisão e exílio significou que ele não recebeu seu B.A. (História e Ciência Política), até 1994, ele ganhou um mestrado em Relações Internacionais, também na Birzeit em 1998. Como estudante, ele era ativo na política estudantil em nome do Fatah e chefiou o conselho de estudantes BZU. Em 21 de outubro de 1984, ele se casou com um colega, Fadwa Ibrahim. Fadwa levou bacharelado e mestrado em direito e foi uma proeminente defensora em seu próprio direito em nome de prisioneiros palestinianos, antes de se tornar o líder ativista pela libertação de seu marido de sua atual prisão. O casal tem uma filha, Ruba (nascido em 1986), e três filhos, Qassam (nascido em 1985), Sharaf (nascido em 1989) e Arab (nascido em 1990).

### Primeira Intifada
Barghouti tornou-se um dos principais líderes na Cisjordânia da Primeira Intifada em 1987, levando os palestinos em um levante em massa contra a ocupação israelense. Durante a revolta, ele foi preso por Israel e deportado para a Jordânia, onde permaneceu por sete anos, até que ele foi autorizado a voltar sob os termos dos acordos de Oslo em 1994. Embora ele era um forte defensor do processo de paz que ele duvidava que Israel estava empenhada com a terra em troca de negociações de paz. Em 1996, ele foi eleito para o Conselho Legislativo da Palestina, após o que começou a sua defesa ativa do estabelecimento de um estado palestino independente. Campanha de Barghouti, contra a corrupção na administração e violações dos direitos humanos de Arafat por seus serviços de segurança, e ele relações estabelecidas com um número de políticos israelenses e membros do movimento pela paz de Israel. A posição formal ocupada por Barghouti foi secretário-geral do Fatah na Cisjordânia. No verão de 2000, especialmente após a cúpula de Camp David falhou, Barghouti ficou desiludido e disse que os protestos populares e "novas formas de luta militar" seria características da "próxima Intifada".

### Segunda Intifada

Um retrato de Marwan Barghouti na parede por Qalandia.

Como a Segunda Intifada se enfureceu, Barghouti tornou-se cada vez mais popular como um líder do braço armado do Fatah, o Tanzim, visto como uma das principais forças que lutam contra as Forças de Defesa de Israel. Barghouti levou marchas para postos de controle israelenses, onde ocorreram tumultos contra soldados israelenses e estimulando palestinos em discursos em funerais e manifestações, a apologia ao uso da força para expulsar Israel da Cisjordânia e da Faixa de Gaza. Ele afirmou que, "Eu, e o movimento Fatah a que pertenço, se opõem veementemente os ataques e os ataques a civis dentro de Israel, o nosso futuro próximo, me reservo o direito de me proteger, para resistir à ocupação israelense do meu país e de lutar pela minha liberdade e disse: "Eu ainda busco a convivência pacífica entre os países iguais e independentes de Israel e da Palestina com base na retirada total dos territórios palestinos ocupados em 1967" Durante a segunda intifada Barghouti foi acusado por Israel de ser um membro sênior da Brigadas de Al-Aqsa, uma organização que realizou vários ataques e atentados suicidas contra civis dentro e fora de Israel propriamente dito, e foi acusado de ter dirigido alguns desses atentados pessoal.
Durante o julgamento, Barghouti foi considerado culpado de envolvimento em três ataques que mataram um total de cinco pessoas: um ataque de Junho de 2001 em Ma'ale Adummim que matou um monge grego, um ataque a um Janeiro de 2002, Givat Ze'ev posto de gasolina, Março de 2002 ataque ao mercado de frutos do mar em Tel Aviv, e um carro-bomba em Jerusalém.

### Prisão e julgamento
Israel acusou-o de fundar Brigadas dos Mártires de Al-Aqsa e tentaram assassiná-lo em 2001. O míssil atingiu o carro de seu guarda-costas, matando o guarda-costas. Barghouti sobreviveu, mas foi preso pelo exército israelense em Ramallah, na 15 de abril de 2002 e transferido para o 'Complexo Russo' delegacia de polícia em Jerusalém.
Amos Harel escreveu no Haaretz que Barghouti foi preso por soldados do batalhão Duchifat que se aproximou do prédio escondido em uma ambulância para evitar a detecção: "Os soldados Duchifat foram espremidos em uma ambulância protegida, a fim de chegar o mais rápido possível na casa onde Barghouti estava escondido, e cerca-lo".
Vários meses depois, ele foi indiciado em tribunal civil, sob acusação de homicídio e tentativa de homicídio decorrente dos ataques realizados por Brigadas dos Mártires de al-Aqsa em soldados israelenses.
Marwan Barghouti recusou-se a apresentar uma defesa para as acusações feitas contra ele, mantendo ao longo de que o julgamento foi ilegal e ilegítimo.  No entanto, ele continuou a insistir que ele apoiou a resistência armada à ocupação israelense, mas condenou os ataques contra civis dentro de Israel. Entretanto, a evidência que Israel apresentou em seu julgamento declarou que apoiava e dirigido esses ataques. Em 20 de maio de 2004, ele foi condenado por cinco acusações de assassinato - incluindo a autorização e organizar o ataque mercado de frutos do mar em Tel Aviv em que três civis dentro de Israel foram mortos. Ele foi absolvido de 21 acusações de assassinato em 33 outros ataques por "falta de provas suficientes." Em 6 de junho de 2004, ele foi condenado a cinco penas de prisão perpétua para os cinco assassinatos e 40 anos de prisão pela tentativa de homicídio.

## Campanha de libertação

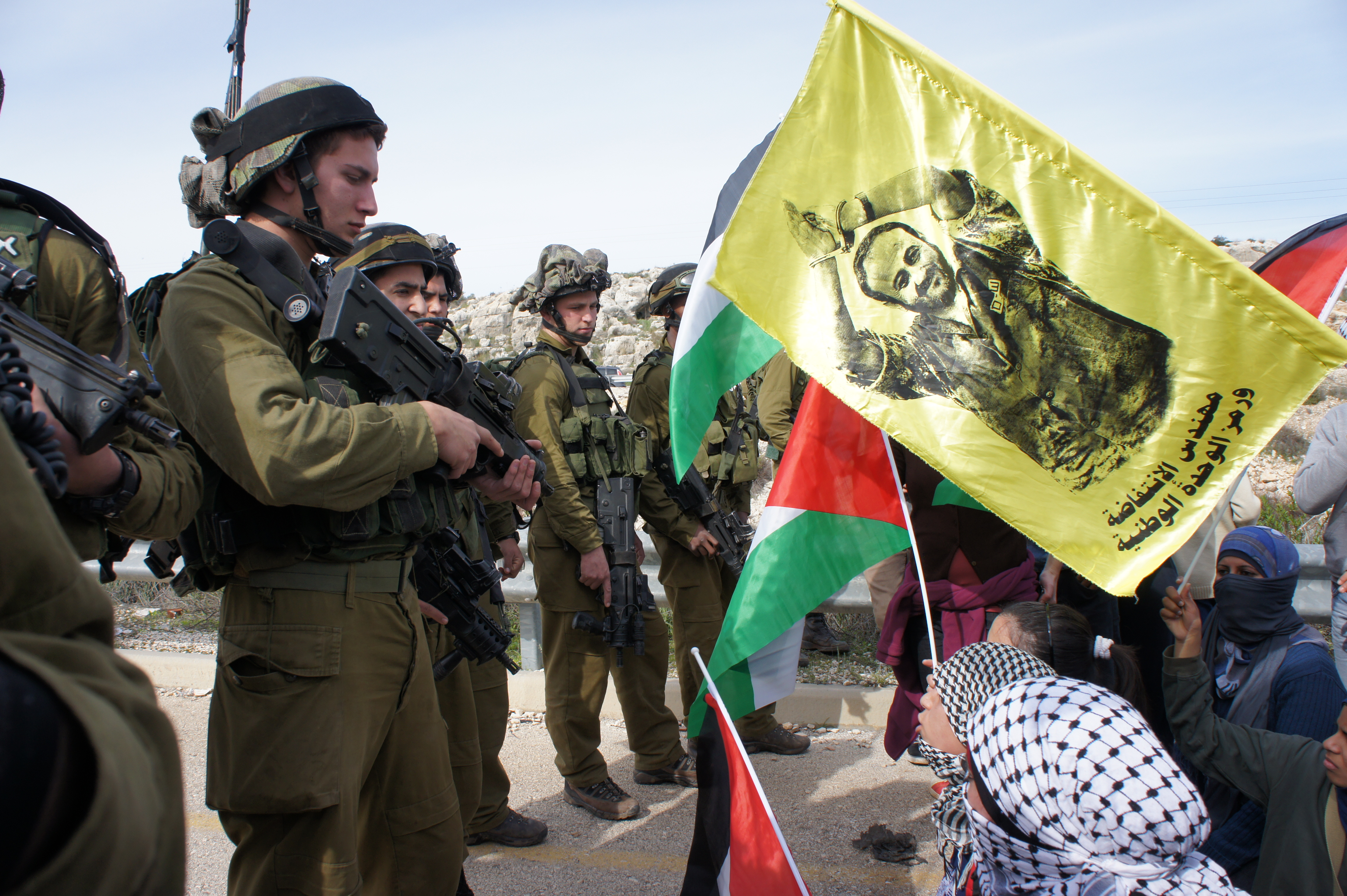
Um retrato de Marwan Barghouti em uma manifestação em Kafr ad-Dik.

Desde a prisão de Barghouti, muitos dos seus apoiantes fizeram campanha por sua libertação. Eles incluem figuras proeminentes palestinos, membros do Parlamento Europeu e do grupo israelense Gush Shalom. Reuters informou que alguns veem Barghouti "como um Nelson Mandela palestino, o homem que poderia galvanizar a deriva e dividido movimento nacional se só ele fosse libertado por Israel". De acordo com The Jerusalem Post, "o contrário muitos nos meios de comunicação ocidentais, jornalistas palestinos e escritores têm raramente - ou nunca - referido Barghouti como ... o 'Nelson Mandela palestino'"
Alguns se concentram sobre a ilegalidade da prisão de Barghouti, apontando para sua imunidade diplomática como membro do Parlamento palestino, bem como ao fato de que ele foi preso em uma área sobre a qual Israel não tem jurisdição. Eles também apontam que a transferência de um prisioneiro do território ocupado para o território do ocupante viola a Quarta Convenção de Genebra.
Outra abordagem é a de sugerir que libertação de Barghouti para Israel seria uma excelente demonstração de boa-fé no processo de paz. Esta visão ganhou popularidade entre a israelense à esquerda depois de 2005, retirada da Faixa de Gaza. Outros ainda, que opera a partir de uma perspectiva de realpolitik, têm apontado que Barghouti permitindo a reentrar na política palestina poderia servir para reforçar o Fatah contra ganhos do popularidade Hamas. De acordo com Pinhas Inbari do Centro de Jerusalém para Assuntos Públicos,
"O Hamas entende que precisa fornecer aos seus apoiantes com algum conforto, especialmente vendo o sofrimento do povo palestino. Por esta razão, o Hamas está disposto a aceitar a libertação de Barghouti e de lidar com ele depois de livre. Se agravar o estado do povo palestino, o Hamas se opõe à libertação de Barghouti.
Após janeiro de 2006 a reeleição de Barghouti ao Conselho Legislativo da Palestina, um debate sobre o destino de Barghouti começou de novo em Israel, desde o líder Yahad e ex-MK Yossi Beilin apoio de um perdão presidencial para a recusa total de qualquer ideia de uma libertação antecipada. Ministro das Relações Exteriores de Israel, Silvan Shalom, afirmou,
"Não devemos esquecer que ele é um assassino de sangue frio, que foi condenado pelo tribunal a cinco penas de prisão perpétua ... É fora de questão para libertar um assassino que tem sangue em suas mãos e foi devidamente sentenciado por um tribunal.
No entanto, vários MKs, incluindo Kadima MK Meir Sheetrit, sugeriu que Barghouti deverá ser libertado como parte de futuras negociações de paz, apesar de não especificar quando. Em janeiro de 2007, o vice premiê israelense Shimon Peres declarou que iria assinar um perdão presidencial para Marwan Barghouti, se eleito para a presidência de Israel.  No entanto, apesar Peres ganhar a presidência, a assinatura de um tal perdão ainda não foi anunciado.

## Separou do Fatah

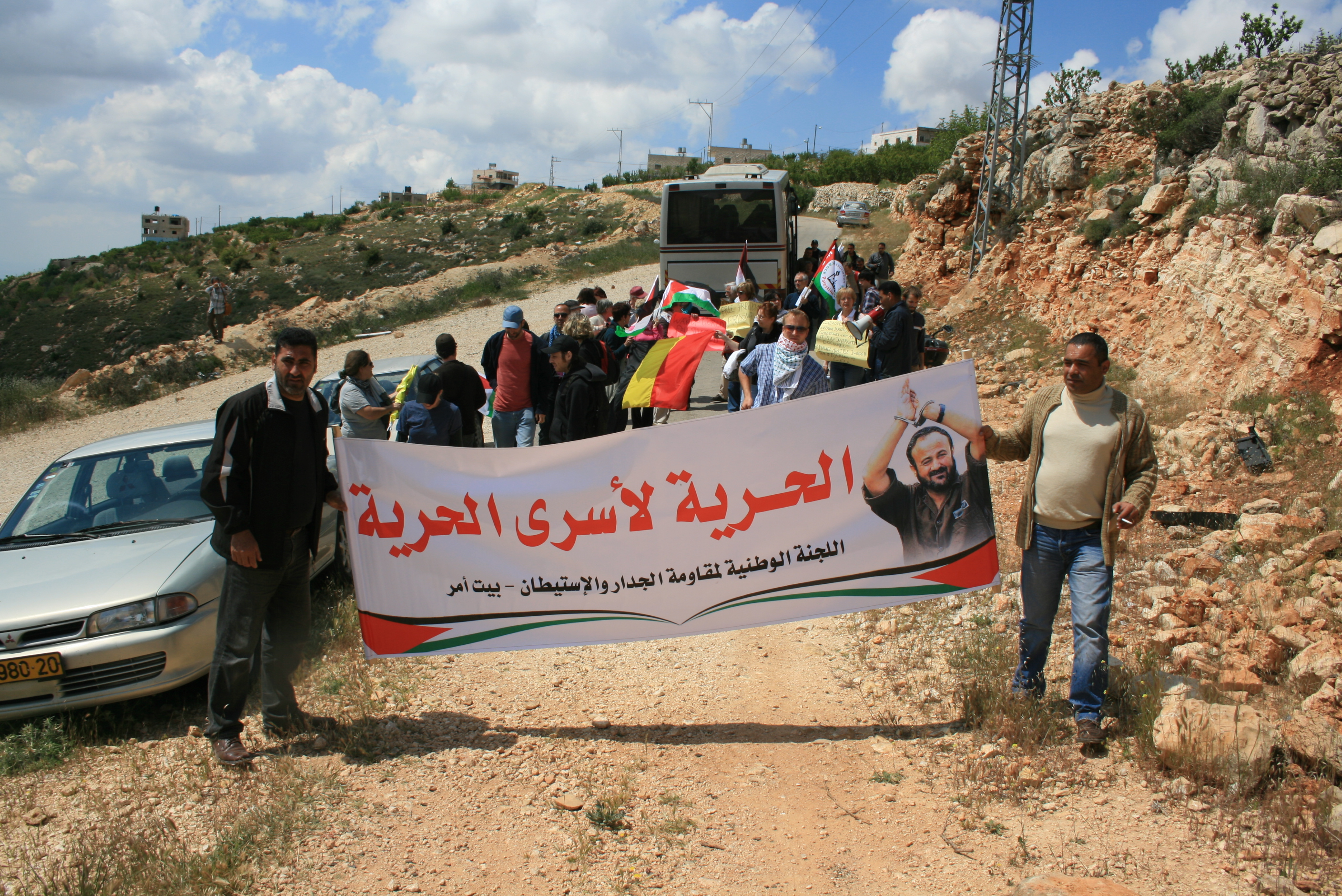
Um retrato de Marwan Barghouti em uma manifestação em Beit Ummar.

Em 14 de dezembro de 2005, Barghouti anunciou que tinha formado um novo partido político, al-Mustaqbal ("O Futuro"), composta principalmente por membros da "Jovem Guarda" do Fatah, que repetidamente expressaram frustração com a corrupção enraizada no partido. A lista, que foi apresentado à Comissão Eleitoral Central da Autoridade Palestina, naquele dia, incluiu Mohammed Dahlan, Fares Kadoura, Samir Mashharawi e Jibril Rajoub.
A divisão seguido anteriormente Barghouti recusa a oferta de Mahmoud Abbas para ser o segundo na lista parlamentar do partido Fatah, atrás de primeiro-ministro palestino Ahmed Qorei. Barghouti tinha realmente no topo da lista,  mas não tinha se tornado aparente até que o novo partido foi registrado.
As reações à notícia da divisão. Alguns sugeriram que o movimento foi um passo positivo em direção à paz, como o novo partido de Barghouti poderia ajudar a reformar grandes problemas no governo palestino. Outros levantaram a preocupação de que isso pode acabar dividindo o voto do Fatah, inadvertidamente ajudando Hamas. Os partidários de Barghouti argumentam que al-Mustaqbal iria dividir os votos de ambas as partes, tanto de membros desencantados do Fatah, bem como eleitores moderados do Hamas que não concordam com os objetivos políticos do Hamas, mas sim o seu trabalho social e posição dura contra a corrupção. Alguns observadores também a hipótese de que a formação de al-Mustaqbal foi principalmente uma tática de negociação para obter os membros da Jovem Guarda em cargos de maior poder dentro Fatah e sua lista eleitoral.
Barghouti, eventualmente, estava convencido de que a ideia de liderar um novo partido, especialmente um que foi criado pela divisão do Fatah, seria irrealista, enquanto ele ainda estava na prisão. Em vez disso, manteve-se como um candidato Fatah nas janeiro de 2006  eleições da PLC, confortavelmente recuperar o seu lugar no Parlamento palestino.

## A atividade política na prisão
No final de 2004, Barghouti anunciou na prisão israelense sua intenção de concorrer na Autoridade Palestina na eleição presidencial em janeiro de 2005, pediu na sequência da morte do Presidente Yasser Arafat em novembro. Em 26 de novembro de 2004, parecia que ele iria retirar-se da competição por pressão da facção do Fatah para apoiar a candidatura de Mahmoud Abbas. No entanto, pouco antes do prazo final em 01 de dezembro, a esposa de Barghouti registrado como um candidato independente. Em 12 de dezembro, diante da pressão do Fatah se retirar em favor de Abbas, ele optou por abandonar a sua candidatura para o benefício de unidade palestina. Em 11 de maio de 2006, os líderes palestinos detidos em prisões israelenses lançaram o Documento de Conciliação Nacional dos Prisioneiros. O documento foi uma proposta iniciado por Marwan Barghouti e líderes do Hamas, a FPLP, a Jihad Islâmica Palestina e o DFLP que propuseram uma base sobre a qual um governo de coalizão deve ser formada no Conselho Legislativo Palestino. Este veio como resultado do impasse político nos territórios palestinos que se seguiram a eleição do Hamas para o PLC em janeiro de 2006. Essencialmente, o documento também chamado de negociação com o Estado de Israel, a fim de alcançar uma paz duradoura. O documento rapidamente ganhou apoio popular e agora é considerado o alicerce sobre o qual um governo de unidade nacional deve ser alcançado. De acordo com o Haaretz, Barghouti, embora não oficialmente representados nas negociações de um governo de unidade palestino em fevereiro de 2007, desempenhou um papel importante na mediação entre o Hamas e o Fatah e formulação do compromisso alcançado em 8 de fevereiro de 2007. Em 2009, ele foi eleito para a liderança do partido na Conferência do Fatah em Belém.

## Popularidade
Apesar de estar longe dos olhos do público por alguns anos, Marwan Barghouti continua a ser um líder popular entre o povo palestino. De acordo com dados de pesquisa em meados de 2012, 60% dos palestinos votaria nele para presidente da Autoridade Palestina, se eles receberam essa chance, e ele batia tanto Mahmoud Abbas e o líder do Hamas, Ismail Haniyeh para o posto mais alto.

## Leitura
- Entrevista com Marwan Barghouti. "Competing Political Cultures". In: Beinin, Joel; Stein, Rebecca L. (eds) (2006). The Struggle for Sovereignty: Palestine and Israel, 1993-2005. Stanford University Press. pp. 105–111.
- Pratt, David (2006). Intifada: The Long Day of Rage. Casemate. Publicado pela primeira vez pelo Sunday Herald Books.
- Haddad, Toufic. "Changing the Rules of the Game: A Conversation with Marwan Barghouti, Secretary-General of Fateh in the West Bank". In: Honig-Parnass, Tikva; Haddad, Toufic. (eds) (2007). Between the Lines: Readings on Israel, the Palestinians, and the U.S. "War on Terror". Haymarket Books. pp. 65–69.
- Blomfield, Adrian. "Marwan Barghouti could stand as Palestinian president". The Daily Telegraph. 6 de Novembro de 2009. Acessado 9 de Augusto de 2011.